# Нери, Эммануэл Аугусто
Эммануэл Аугусто Нери (порт. Emmanuel Augusto Nery; 25 декабря 1892 года, Рио-де-Жанейро — 5 ноября 1927, Рио-де-Жанейро) — бразильский футболист, центральный защитник. Играл за сборную Бразилии, с которой участвовал в двух чемпионатах Южной Америки.
За свою карьеру Нери играл в двух клубах — «Флуминенсе» и «Фламенго». В составе последней прошла большая часть карьеры игрока. С «Фла» Нери выиграл два чемпионата Рио-де-Жанейро, проведя в общей сложности за клуб 127 матчей, забив 23 мяча.

## Международная статистика
| Матчи Эммануэла Нери за сборную Бразилии | Матчи Эммануэла Нери за сборную Бразилии | Матчи Эммануэла Нери за сборную Бразилии | Матчи Эммануэла Нери за сборную Бразилии | Матчи Эммануэла Нери за сборную Бразилии | Матчи Эммануэла Нери за сборную Бразилии | Матчи Эммануэла Нери за сборную Бразилии |
| ---------------------------------------- | ---------------------------------------- | ---------------------------------------- | ---------------------------------------- | ---------------------------------------- | ---------------------------------------- | ---------------------------------------- |
| №                                        | Дата                                     | Место проведения                         | Оппонент                                 | Счёт                                     | Голы                                     | Турнир                                   |
| 1                                        | 21 июля 1914                             | Рио-де-Жанейро                           | Эксетер Сити                             | 2:0                                      | —                                        | Товарищеский матч                        |
| 2                                        | 20 сентября 1914                         | Буэнос-Айрес                             | Аргентина                                | 0:3                                      | —                                        | Товарищеский матч                        |
| 3                                        | 24 сентября 1914                         | Буэнос-Айрес                             | Сборная клубов Аргентины                 | 3:1                                      | —                                        | Товарищеский матч                        |
| 4                                        | 27 сентября 1914                         | Буэнос-Айрес                             | Аргентина                                | 1:0                                      | —                                        | Кубок Рока                               |
| 5                                        | 8 июля 1916                              | Буэнос-Айрес                             | Чили                                     | 1:1                                      | —                                        | Чемпионат Южной Америки                  |
| 6                                        | 10 июля 1916                             | Буэнос-Айрес                             | Аргентина                                | 1:1                                      | —                                        | Чемпионат Южной Америки                  |
| 7                                        | 12 июля 1916                             | Буэнос-Айрес                             | Уругвай                                  | 1:2                                      | —                                        | Чемпионат Южной Америки                  |
| 8                                        | 7 января 1917                            | Рио-де-Жанейро                           | Дублин                                   | 0:0                                      | —                                        | Товарищеский матч                        |
| 9                                        | 13 мая 1917                              | Рио-де-Жанейро                           | Спортиво Барракас                        | 2:1                                      | —                                        | Товарищеский матч                        |

## Достижения
- Чемпион штата Рио-де-Жанейро (2): 1911, 1914
- Обладатель Кубка Рока: 1914